# Christian Eckardt
Christian Frederik Emil Eckardt (Kopenhagen, 2 juli 1832 – aldaar, 28 september 1914) was een Deens kunstschilder van voornamelijk zeegezichten.

## Carrière
Eckardt werd in 1832 geboren in Kopenhagen en volgde hier vanaf zijn dertiende ook kunstlessen aan de Kunstacademie. Acht jaar later maakte hij een reis naar Duitsland en Italië waar hij zich verder ontwikkelde in zeegezichten. Eckardt trouwde in 1860 met Sophie Marie Magdalene Bless (1833-1889) uit Kerteminde Vanaf 1886 keerde hij terug naar Kopenhagen.
Eckardt maakte ook diverse tekeningen van maritieme gebeurtenissen in houtsneden voor tijdschriften als Illustret Tidende.
Hij won de Neuhausenprijs (Neuhausenske Præmie) in 1863 en 1871.

## Galerij

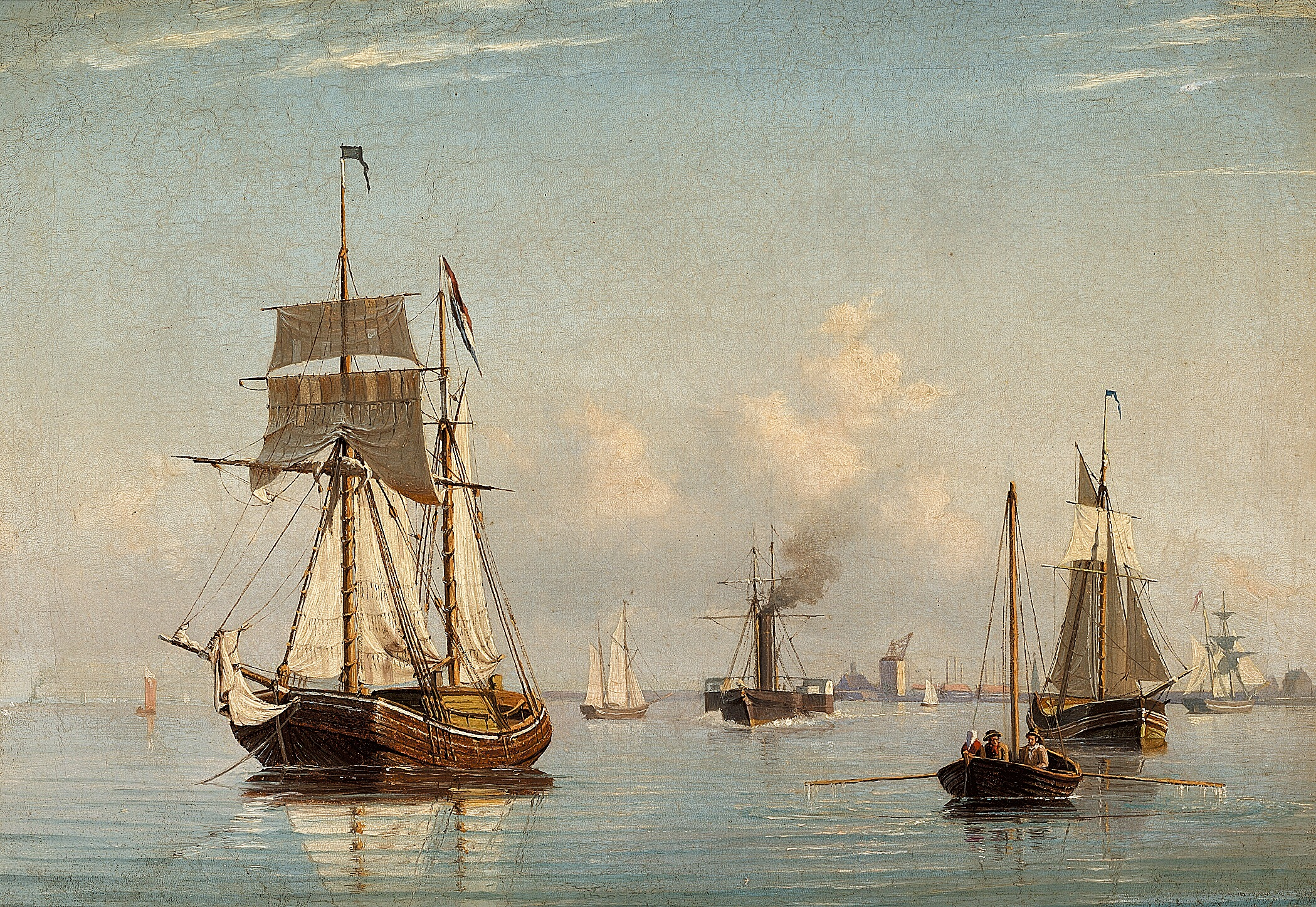
Schilderij uit 1859.
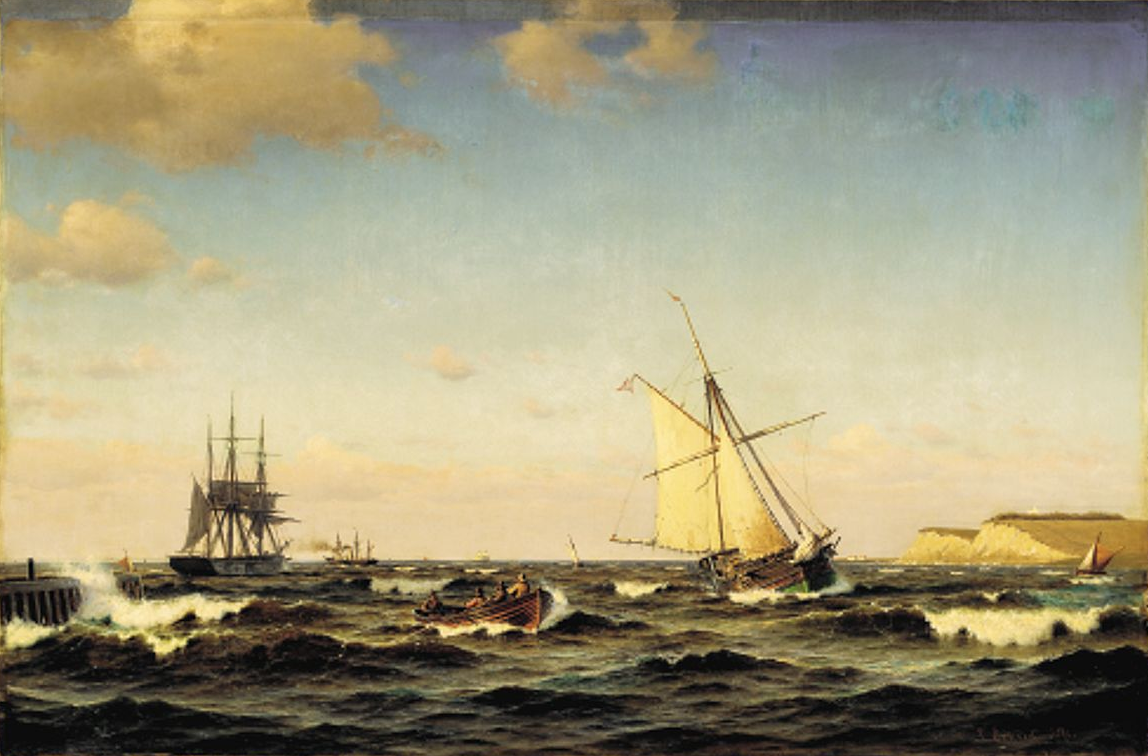
Schilderij uit 1870.
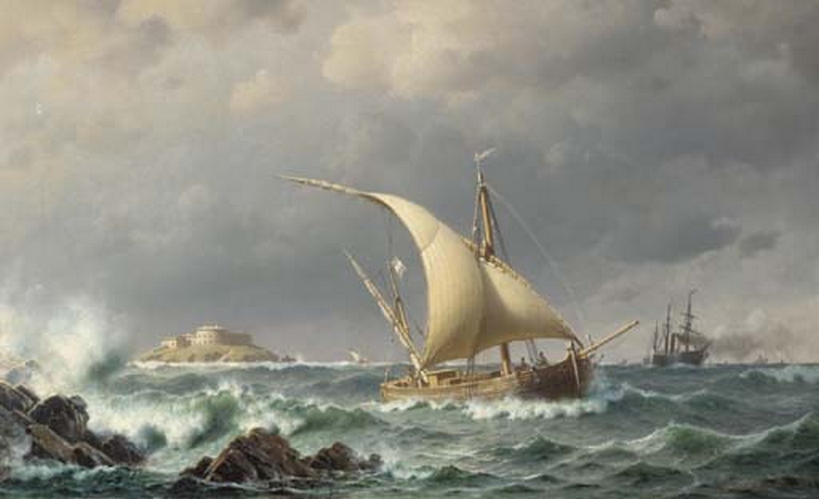
Schilderij uit 1877.
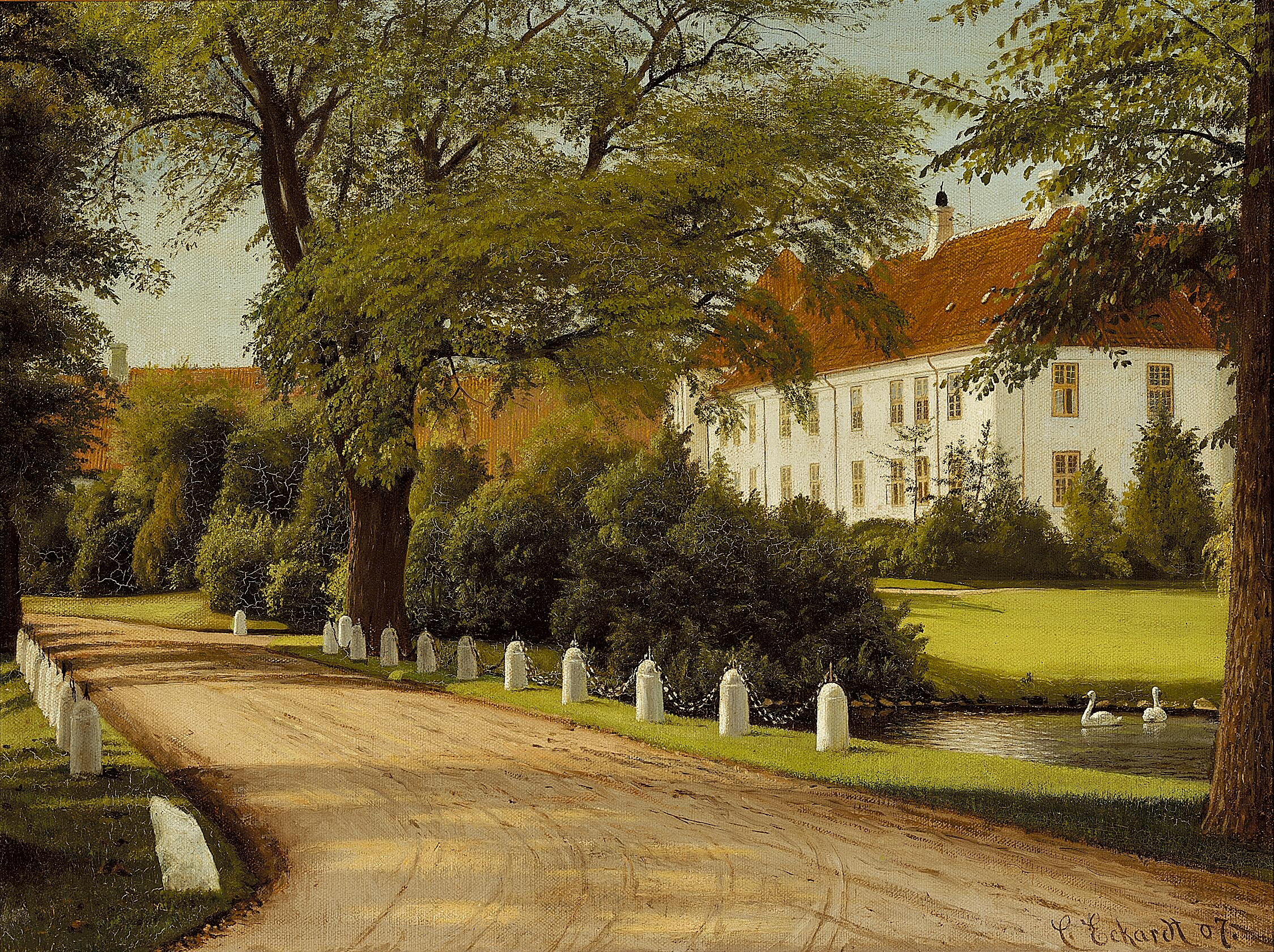
Schilderij uit 1907.
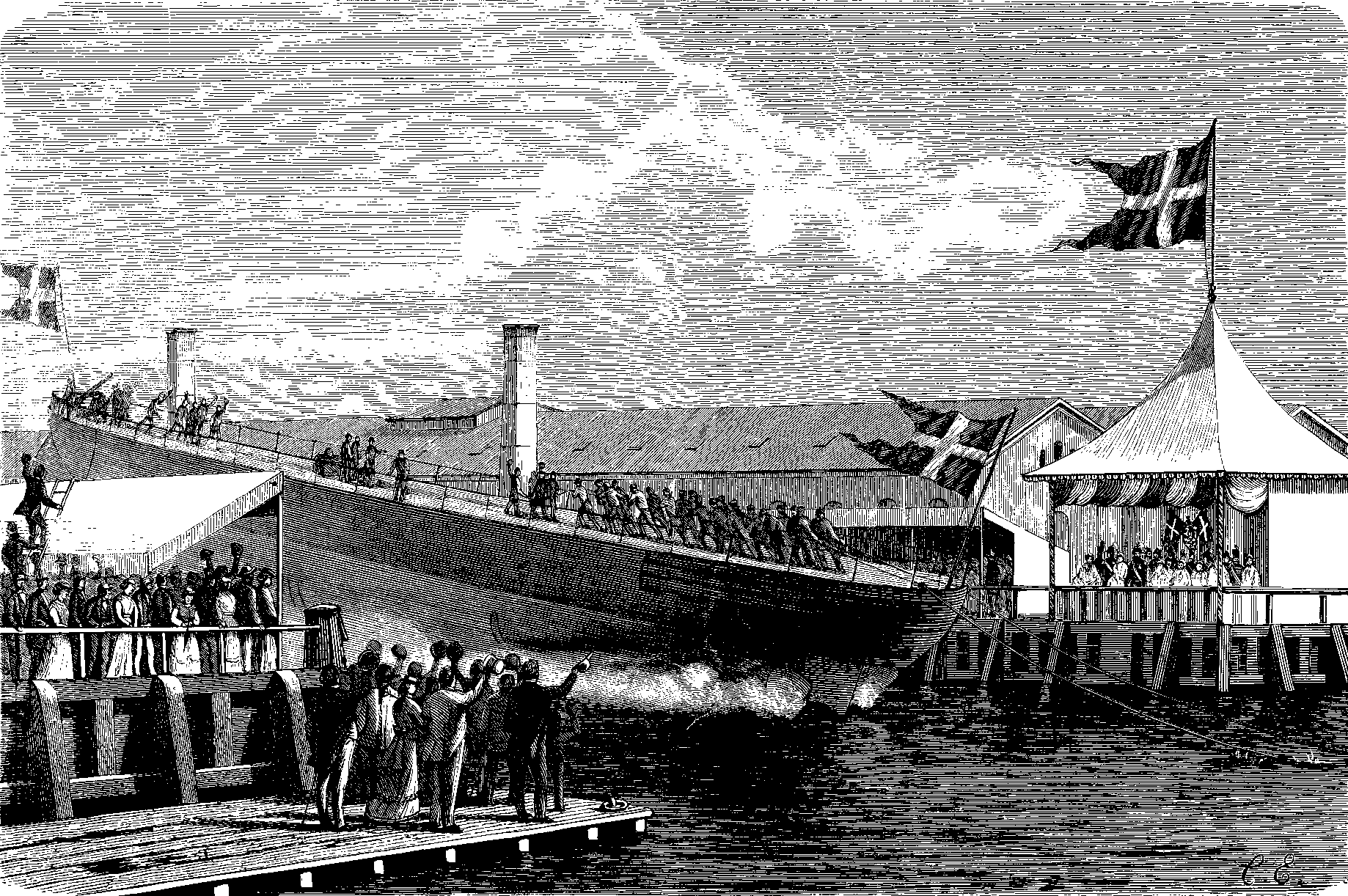
Tewaterlating van de Lindormen, 8 augustus 1868 (gepubliceerd in Illustretet Tidende, 16 augustus 1868)